# Коллезано
Коллезано (італ. Collesano, сиц. Gulisanu) — муніципалітет в Італії, у регіоні Сицилія,  метрополійне місто Палермо.
Коллезано розташоване на відстані близько 460 км на південь від Рима, 55 км на південний схід від Палермо.

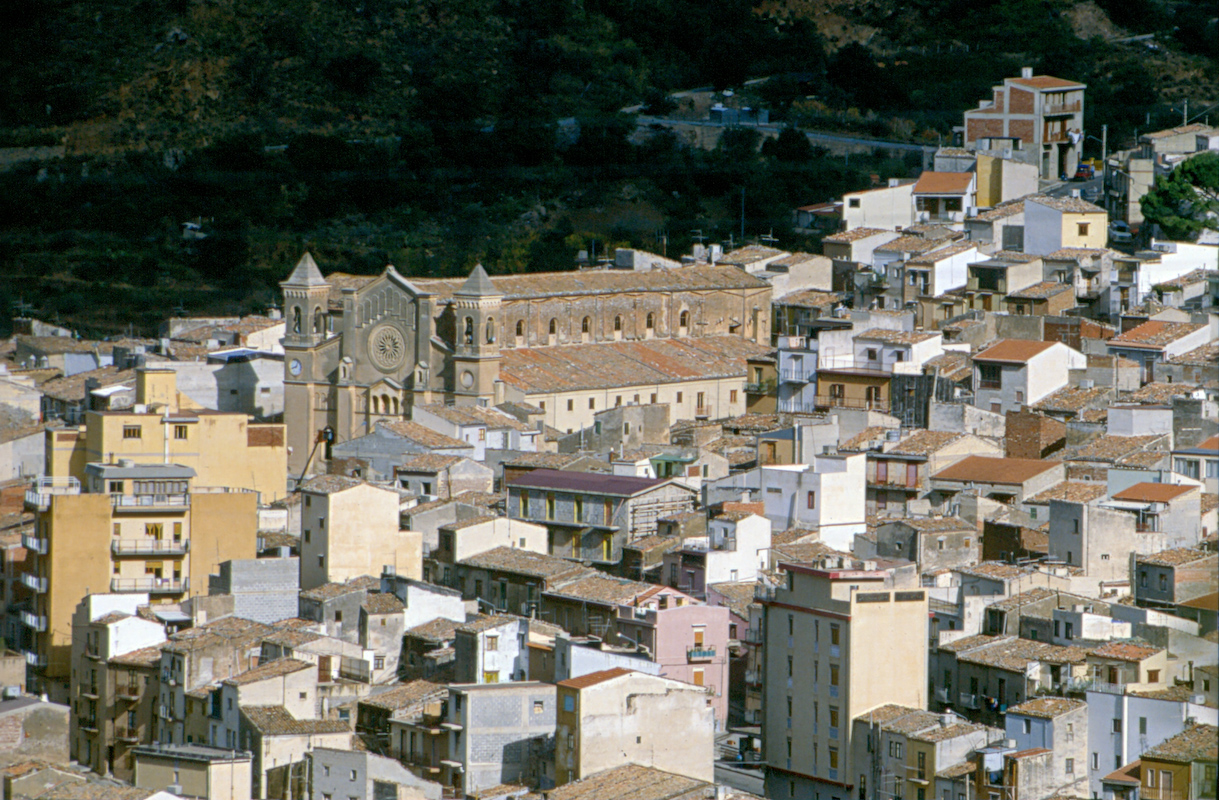

Населення — 4053 особи (2014).

## Демографія
Населення за роками:

Станом на 1 січня 2023 року в муніципалітеті офіційно проживало 107 іноземців з 20 країн, серед них 39 громадян країн Євросоюзу та 11 громадян України.

## Сусідні муніципалітети
- Кампофеліче-ді-Роччелла
- Черда
- Граттері
- Ізнелло
- Ласкарі
- Шиллато
- Терміні-Імерезе